# 马格德堡法律纪念碑 (基辅)

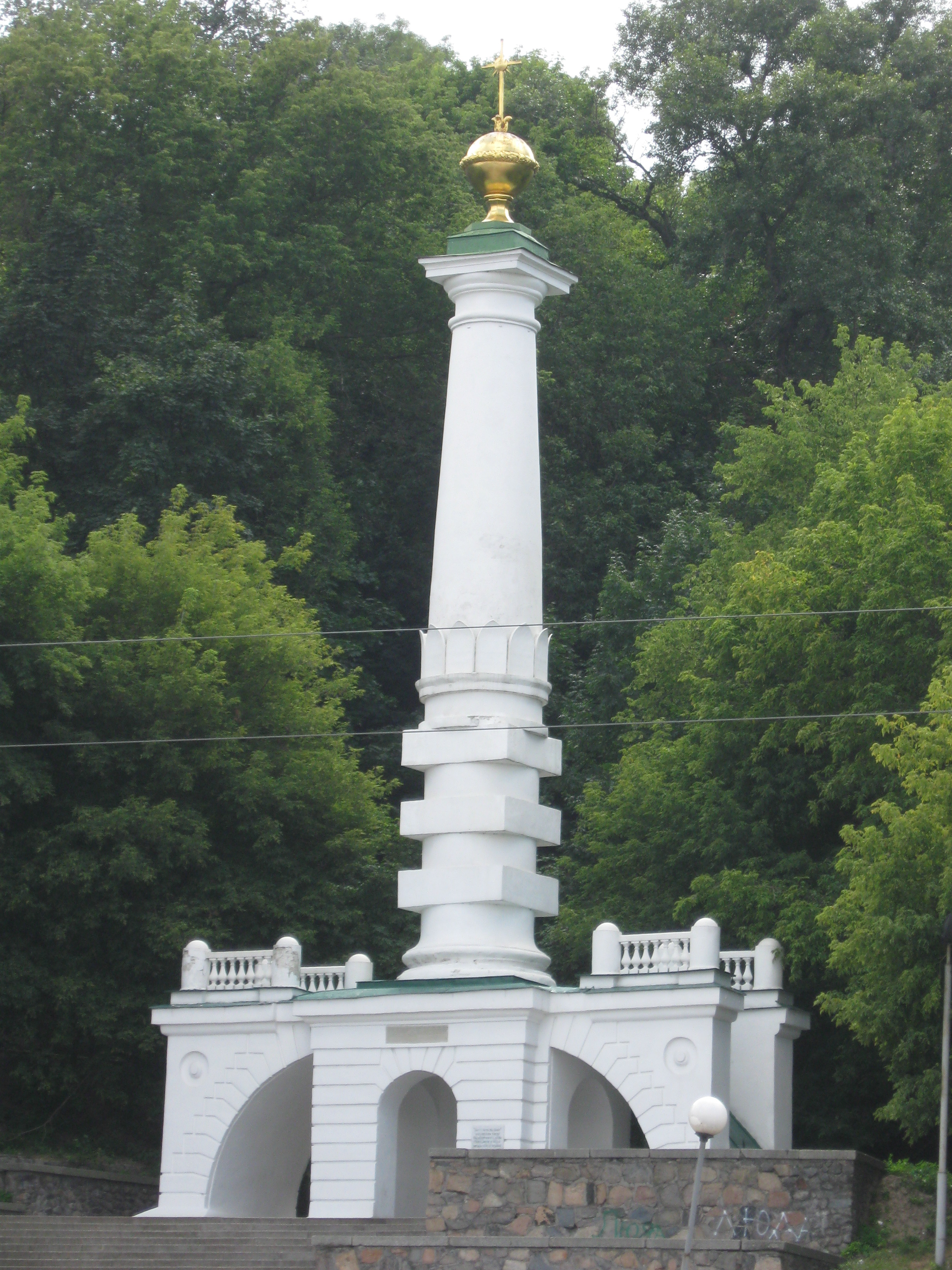

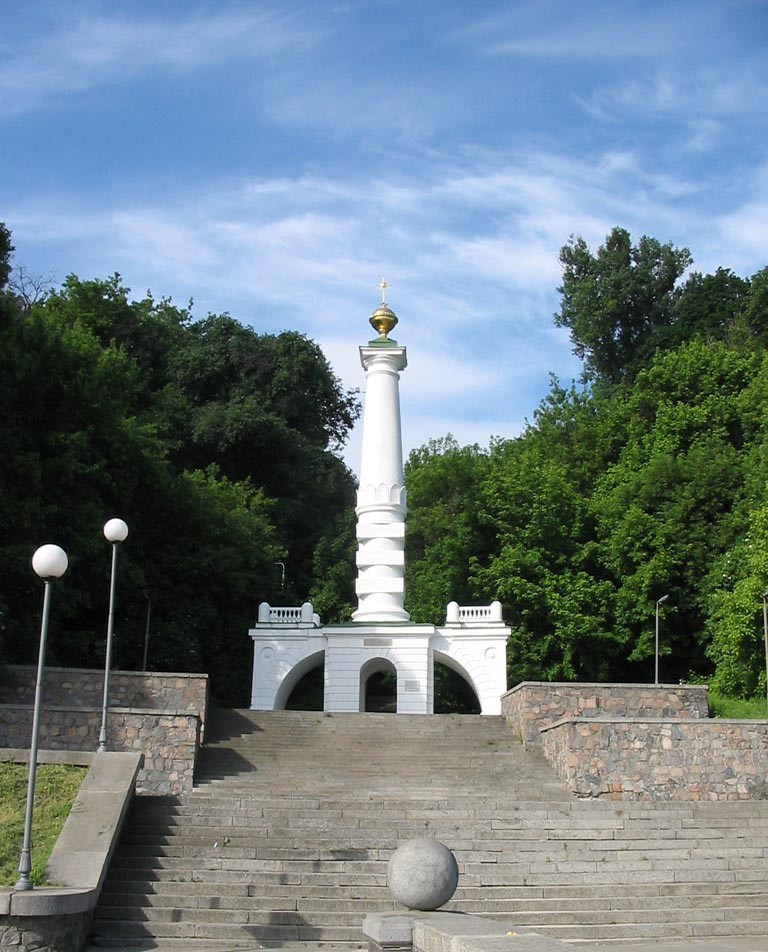

50°27′21.63″N 30°31′46.11″E / 50.4560083°N 30.5294750°E
马格德堡法律纪念碑 (烏克蘭語：Пам'ятник Маґдебурзькому праву) 又名马格德堡权利之柱、鲁塞尼亚受洗纪念碑和圣弗拉基米尔下纪念碑，是乌克兰首都基辅的一座纪念碑。这座纪念碑建于1802年，用于庆祝基辅恢复马格德堡法律自治权。纪念碑位于波迪爾區, 原米哈伊洛山麓，靠近河岸公路。它被认为是这座城市最古老的纪念碑。这里是当地热门的洗礼地点。这是一个可以俯瞰第聂伯河的风景区，

## 历史

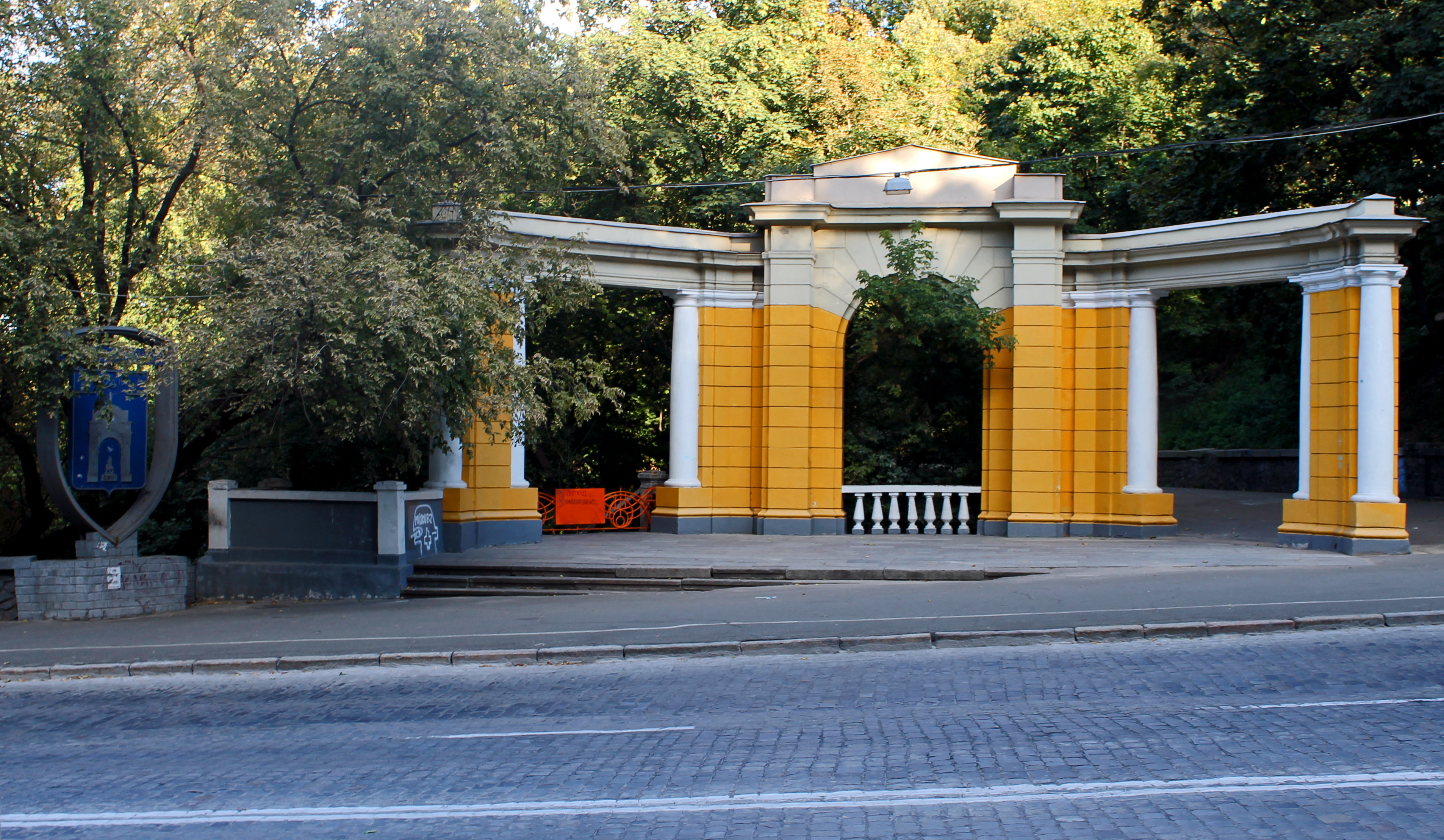

这座纪念碑建于1802年，用于纪念基辅重新获得马格德堡法律的自治权，最早是在15世纪由波兰国王亚历山大一世·雅盖隆契克授予其自治权。市民用照明和舞蹈庆祝了三天，后来筹集了10000卢布，用于建造一座小教堂和一座带喷泉的纪念碑。纪念碑的作者是基辅的建筑师安德烈·梅伦斯基。1802年8月15日，祝圣了一个泉水上的砖亭。自1804年起，基辅都主教开始了前往纪念碑获得圣水祝福的游行。基辅大公弗拉基米尔一世·斯维亚托斯拉维奇的儿子们在这里接受洗礼，成为基督徒。

## 外部鏈接
- Magdeburg Column （页面存档备份，存于）. gorodkiev.com.
- Monument to the Magdeburg Rights （页面存档备份，存于）. turson.at.ua.